# 中華人民共和國省道
中华人民共和国省道是指具有全省级行政区政治、经济意义并由省、自治区、直辖市公路主管部门负责修建、养护和管理的公路干线。分为省高速公路与普通省道两个系统。编号以S开头。

## 命名规则
省道的命名规则与国道一致，省道与国道全称及简称不应重复。如出现重复，采用起讫点地名的第二或第三位汉字替换等方式加以区别。
- 省会放射线编号为S1XX，数字区间为101一199，从S101开始升序编号；
- 南北纵线编号为S2XX，数字区间为201一299，从S201开始升序编号；
- 东西横线编号为S3XX，数字区间为301一399，从S301开始升序编号；
- 相邻省级区域连接贯通的省级高速公路统一其编号,
  - 跨省的普通省道南北纵线时，应以北侧省（自治区、直辖市）的路线编号为准；
  - 跨省的普通省道为东西横线时，应以东侧省（自治区、直辖市）的路线编号为准。
- 未纳入普通国道的城市绕城环线编号，宜纳入普通省道的省会放射线的编号区间。

## 有关法规
在公路规划中，省道规划应当与国道规划相协调。省道规划由省、自治区、直辖市人民政府交通主管部门会同同级有关部门并商省道沿线下一级人民政府编制，报省、自治区、直辖市人民政府批准，并报国务院交通主管部门备案。
若因严重自然灾害致使国道、省道交通中断，公路管理机构应当及时修复;公路管理机构难以及时修复时，县级以上地方人民政府应当及时组织当地机关、团体、企业事业单位、城乡居民进行抢修，并可以请求当地驻军支援，尽快恢复交通。